# Ami történt, megtörtént (Lost)
2009. április 1-jén került először adásba az amerikai ABC csatornán a sorozat 95. részeként. Carlton Cuse és Damon Lindelof írta, és Bobby Roth rendezte. Az epizód Kate centrikus.
|  | Alább a cselekmény részletei következnek! |

## Az előző részek tartalmából
James a börtönben megtudta Cassidy-től, hogy született egy lánya, akit Clementine-nek hívnak. Cassidy-vel Kate is találkozott egyszer: vett tőle egy hamis nyakláncot, hogy kisegítse. A Sziget elhagyásánál Sawyer kért valamit Austentől, majd kiugrott a helikopterből. A nő azt vélte helyesnek, hogy ő neveli fel Aaront. Később azonban egy ügyvéd áskálódni kezdett utánuk, és fennállt a veszélye, hogy elveszik a fiút. Jackék követték az ügyvédet, és rájöttek, hogy a megbízója Claire anyja. A férfi próbálta neki megmagyarázni a dolgokat, de mint kiderült, Carole semmit sem tudott Aaronról, nem miatta érkezett Los Angelesbe. A visszatérés után 1977-ben Sayid találkozott az ifjú Bennel, aki segített neki elmenekülni a cellából. Jarrah végezni akart a jövőbeli zsarnokkal, ezért lelőtte őt.

## Sziget, 1977
Jin magához tér, és válaszol Phil hívására. Elmondja, hogy a fogoly észak felé ment, útközben őt is megtámadta. Ezt követően felkapja a meglőtt Bent, berakja a kisbuszba, és visszaindul vele a faluba. A Barakkokban Horace eligazítást tart, utasítja az embereket, hogy figyeljenek, és tartsák a kapcsolatot a vezetőkkel, LaFleur már csapatokat küldött a szökevény keresésére. Goodspeed szerint a fogoly által okozott tűz a figyelmük elterelését szolgálta. Jack felhozza, hogy az ellenséget bezárták egy cellába, ő nem gyújtogathatott. Horace kijelenti, hogy a kamerák nem rögzítettek egyetlen idegent sem, úgyhogy a szabotőr közülük való. Közben Roger Kate segítségét kéri a csörlőnél. A feladat elvégzése közben elcsevegnek a munkáról, majd a férfi bemutatkozik. Austen elgondolkodik a név hallatán, ám végül nem reagál különösebben rá. Ezalatt megérkezik Jin. A sérült Benjamint kiveszi a kocsiból, és elindul vele egy orvoshoz. Roger felismeri gyerekét, s a koreaival tart, Kate pedig meglepődve néz utána.

## Flashback
Kate Aaronnal becsenget egy házba. Az ajtót Cassidy nyitja ki, s egyből felismeri a nőt, akivel régen kisegítették egymást. Austen elmondja, Sawyer küldte. Átad neki egy borítéknyi pénzt, de természetesen ez sem változtatja meg Cassidy véleményét a szélhámosról. Kate úgy véli, James gondoskodni akar róluk, éppen ezért kérte meg őt, hogy tegye ezt meg a helyében. Cassidy úgy véli, volt barátja gyáva alak, aki arra sem volt képes, hogy felhívja őket telefonon. Arra gondol, hogy Aaron Ford gyereke, csak őket is elhagyta a férfi, Kate viszont tisztázza a helyzetet. Először a hazugsággal próbálkozik, de mivel már elmondta az igazi történetüket, Cassidy könnyedén kitalálja, hogy a fiú nem Austené. Kate közli, muszájból hazudik.

## A Sziget
Kate lemegy a biztonsági központba, hogy a fejleményekről érdeklődjön. Sawyer kizavarja az épületből, mert nem szeretné, ha feltűnést keltene. Már késő, Horace és egy kisebb csapat megérkezik. James szerencsére egy újabb hazugsággal el tudja simítani az ügyet. Goodspeed szeretné, ha átkutatnák a cellát is, hátha találnak valami használható információt. Ez így is lett. A cella zárjában még ott van a gondnok kulcscsomója. Három ember neve merül fel: Roger, Willie, Jack. James elvállalja a kikérdezésüket, Milest is magával hívja. Megkéri, hogy terelje egy helyre Jacket, Kate-et és Hurley-t, majd figyeljen rájuk. Ő maga pedig az aggódó Rogerhez megy, hogy fia állapotáról érdeklődjön. Elkéri a kulcsait is, ám Linus nem találja őket. Ford belép a műtőbe, hogy megkérdezze Julietet, hogy áll a műtét. Burke közli, egy hozzáértő sebészre van szükségük, különben a fiú meghal.
Miles töltött puskával felszerelkezve figyel a három túlélőre. Hugo a kezeit vizsgálja, azt várja, hogy eltűnjön, mivel ha Ben meghal a múltban, akkor a jövőben nem viheti őket vissza a Szigetre, azaz most sem lehetnek ott. Straume erre könnyedén leidiótázza Reyest, majd felvilágosítja a szabályokról: minden, ami most történik, már megtörtént a múltban is, csak ők a jövőben erről nem tudtak. Ebből pedig az következik, hogy Ben nem halhat meg. Persze ha téved, akkor mindez végbemehet, és ők valóban eltűnnek. Sawyer is megérkezik, hogy segítségül hívja a dokit. Jack azonban nem hajlandó vele tartani, kijelenti, hogy nem érdekli Linus, felőle akár meg is halhat. James visszatér a műtőhöz, Kate pedig megpróbálja rávenni Shephardöt, hogy mentse meg a fiút. Ám Jack hajthatatlan, közli, hogy 30 évvel később kényszerből megműti, éppen ezért nem fog rajta ismét segíteni. Felhozza, hogy hagyni kéne a Szigetet, hogy az hozhassa helyre a hibákat, ne pedig az emberek. Austen szóvá teszi, nem tetszik neki az új Jack. Az említett azzal válaszol, hogy a régi sem tetszett neki. Kate az indulattól vezérelve elhagyja a házat, és átmegy a műtőbe.
Mivel Kate univerzális donor, felajánlja, hogy ad vért Bennek. Juliet el is kezdi a műveletet, és a csevej közben megtudja, Jack eljegyezte a nőt. Közben Roger is benyit, hogy fia állapotáról érdeklődjön. Nem akarja elhagyni a szobát, ezért Austen azt javasolja, Burke menjen vissza Bent ápolni, Roger pedig szóval tartja őt, hogy ne ájuljon el. Linus elmondja, Ben lopta el a kulcsait, hogy kiengedhesse a foglyot. Ennek pedig ő, az apa az oka. Úgy tervezte, hogy ő lesz a világ legjobb édesapja, de nem sikerült, pedig csak azt tette, amit szerinte a szülésbe belehalt anyja elvárt volna. Ekkor Benjamin rohamot kap, Juliet pedig kiküldi Rogert.
Hurley még mindig az időutazásról faggatja Milest. Straume ismét elmondja, hogy a beszélgetésük már megtörtént, de nem számukra, mivel nekik csak most történik meg. Mikor Ben elforgatta a kereket, az idővonaluk elgörbült, így a múlt és a jövő már megtörtént a beszélgetésük előtt. Hugo még mindig nem érti az egészet, ezért Miles megkéri, hogy lője le a pisztolyával. Reyes tiltakozik, mivel ha megteszi, akkor a kínai 30 évvel később nem érkezik meg a Szigetre, Straume viszont kijelenti, hogy ő már megérkezett a Szigetre. Ez az ő jelenük, éppen ezért bármikor meghalhatnak. Hurley felhozza, hogy akkor Ben is meghalhat, ezt viszont Miles megcáfolja azzal, hogy ez Ben számára a múlt. Hugo kihasználja ezt a kijelentést, és megkérdezi, hogy akkor a 30 évvel későbbi Benjamin miért nem emlékszik arra, hogy ugyanaz az ember kínozta meg a Hattyúban, aki gyerekkorában lelőtte? Straume erre a kérdésre nem tudja a választ, ő is furcsának találja, még nem is gondolt erre a dologra.
Juliet kijön a műtőből, és megkéri Rogert, hogy menjen el az orvosi állomásra néhány szükséges dologért, hogy kezelhessék az immár stabilizálódott gyereket. Linus megköszöni a segítséget, és elindul. Burke elmondja Kate-nek, hogy nem tudja megmenteni a fiút. Austen lehetőségként megemlíti a tengeralattjárót, ám az már néhány napja elment, csak hónapok múlva tér vissza. Felhozza, hogy Ben nem halhat meg, ám a doktornő szerint ez bármikor megtörténhet. Kate további alternatívákat próbál találni, mikor Juliet kijelenti, hogy talán a Többiek tudnak segíteni. Így hát fogják Benjamint, beteszik egy kisbuszba, és már indulnának is, mikor Austen közli, egyedül megy. Erre azért van szükség, mert Julietnek egy jó élete van, Sawyer pedig nagyon megharagudna rá, ha belerángatná. Burke szerint James előbb-utóbb rájön a tervre, ezért el kell majd mondania neki mindent, de annyi előnyt biztosít neki, amekkorát csak tud.

## Flashback
Miután Kate elhajt a kikötőből, betér egy szupermarketbe, hogy vegyen valami italt Aaronnak. Megcsörren a telefonja, Jack próbálja utolérni, de ő nem fogadja a hívást. Mikor a nő visszanyúlna Aaron kezéért, meglátja, hogy a gyerek eltűnt. Végigrohan az egész épületen, de nem találja. Megkéri a közelben álló menedzsert, hogy zárja be az ajtókat, nehogy kimenjen a fiú az útra. Ekkor látja meg, hogy egy hosszú szőke hajú nő Aaront kézen fogva sétál a pénztárhoz. Kate odafut hozzá, és magához öleli a gyereket. A nő arca Claire-ére hasonlít, ettől Austen egy kicsit meg is riad. Végül megköszöni, hogy vigyázott a kisfiúra.

## A Sziget
Kate eléri a Barakkokat védő kerítést. Ben arra kéri, mondja meg az apjának, sajnálja, hogy ellopta a kulcsait. Austen észreveszi, hogy Sawyer utolérte őket. Magyarázkodni kezdene, ám James közli, azért jött, hogy segítsen.

## Flashback
Kate-ék ismét meglátogatják Cassidy-éket. Míg Aaron és Clementine egymással játszanak, Kate elmeséli, hogy Jackék vissza akarnak térni a Szigetre. Cassidy felajánlja, hogy ő vigyáz a kisfiúra, míg Austen lepihen. Kate elmondja a boltban történteket, majd hozzáteszi azt is, hogy nem nagyon ijedt meg, mert arra gondolt, elérkezett az idő. Azt viszont nem érti, miért nyugodott volna bele. Cassidy szerint azért, mert ő is elvette valakitől a gyereket. Szeplőske korrigál, mivel ő azért vette magához Aaront, mert az anyja eltűnt, és így a fiúnak szüksége volt rá. Cassidy szerint viszont éppen Kate-nek volt szüksége Aaronra, mivel Sawyer összetörte a szívét.

## A Sziget
James kikapcsolja a kerítést. Austen megkérdezi, miért segít neki. A férfi elmondja, hogy ő is ugyanezt kérdezte Juliettől: Miért segítene Kate Bennek? Burke kijelentette, hogy nem számít, milyen gyerek lesz Benből, akkor sem helyes meghalni hagyni egy gyereket. Így hát ő Juliet miatt segít.
Burke beront a házba, ahol Hurley-ék játszanak, és kiküldi őket, hogy hadd beszélhessen négyszemközt Jackkel. Miles kifelé menet megkéri Hugot, kérdezgesse még az időutazásról. Juliet bemegy a mosdóba, ahol a doki épp végzett a zuhanyzással. Számon kéri rajta, hogy nem segített Benen, holott ő még egy gyerek. Shephardöt ez nem érdekli, mire a doktornő kijelenti, hogy Kate-et és Sawyert igen, épp most próbálnak segíteni neki. Jack közli, ő azért tért vissza, hogy megmentse a hátrahagyottakat. Burke sírva tiltakozik, szerinte nem kell őket megmenteni. Megkérdezi, mégis miért tért vissza a doki. A férfi úgy véli, azért, mert ezt kellett tennie, azt viszont még nem tudja, miért. Juliet megkéri, hogy találja ki, mi okból jött vissza, majd kimegy a fürdőből.
Sawyerék megállnak pihenni egy kicsit, közben szóba kerül Clementine és Cassidy. Kate mesél egy kicsit Jamesnek a lányáról, majd elmondja Cassidy elméletét is arról, miért ugrott ki a férfi a helikopterből. Ford szerint nem működött volna a kapcsolata Austennel, nem lett volna jobb barátja, mint amilyen apja Clementine-nak. Azonban 3 év alatt elkezdett megkomolyodni, így Juliettel jól élnek együtt. A beszélgetést félbeszakítják a Többiek, akik fegyvert szegezve közlik Sawyerékkel, hogy megszegték a tűzszünetet. James kijelenti, tudatosan tették ezt, mivel a gyereknek segítségre van szüksége. Megkéri az ellenséget, hogy azonnal vigyék el Richard Alperthez őket.

## Flashback
Kate bekopog Carol Littleton lakásába. A nő ajtót nyit, és behívja váratlan látogatóját. Carol megemlíti, hogy Jack felkereste előző nap, és egy Aaron nevű személyről beszélt neki, de mikor megkérdezte, hogy ki ő, a doki elszaladt. Austen felfedi, hogy Aaron Carol unokája, Claire pedig életben van, csak eltűnt. Taglalja még a hozzá fűződő hazugságokat, majd saját védelmére felhozza, azért nem mondta el az igazat rögtön, mert szüksége volt a fiúra. Elmondja, hogy a gyerek a szomszédos lakásban alszik, amit neki vett ki. Már megmondta neki, hogy Carol a nagyanyja, és hogy amíg ő vissza nem tér, vele fog élni. Márpedig Kate saját tervei szerint hamarosan vissza fog jönni. Littleton kérdésére azt feleli, hogy visszamegy a Szigetre megkeresni Claire-t. Miután Austen mindent megbeszélt Carole-lal, érzékeny búcsút vesz az alvó Aarontól, majd távozik.

## A Sziget
A Többiek Sawyeréket kísérik Alperthez, mikor a férfi váratlanul kilép a fák közül. Richard egyből felismeri Bent, és megkérdezi, mi történt vele. Kate elmondja, hogy meglőtték. Alpert Kate személye felől érdeklődik, de James annyival elintézi, hogy ő vele van. Egyből a tárgyra térnek, megkérdezik a férfit, hogy meg tudja-e menteni Benjamint. Richard szerint igen, de ha ezt megteszi, akkor a fiú meg fog változni. Nem lesz többé gyerek, elfelejti a vele történteket, és mindig a Többiek közé akar majd tartozni. Fordék így is elfogadják a segítséget, át is adják a gyereket Alpertnek. Az egyik fegyveres felhozza, hogy ezt előbb meg kellene beszélni Ellie-vel és Charles-szal, mert valószínűleg nem tetszene nekik a döntés. Richard kijelenti, egyiküknek sem felel. Bennel a karjaiban elmegy ahhoz az építményhez, ahol Rousseau-ék is jártak az 5x05-ben. Hátával belöki a rejtett ajtót, majd belép az épületbe.

## Sziget, 2007
Ben felébred a Hidra állomáson. Lassan kinyitja a szemét, és megdöbbenve veszi észre a mellette ülő, és őt figyelő Locke-ot. John köszön neki, majd üdvözli őt az élők földjén.